# جبيريل سيديبي (لاعب كرة قدم مواليد 1982)
جيبريل سيديبي Djibril Sidibé (بالفرنسية: Djibril Sidibé)‏، من مواليد 23 مارس 1982 في باماكو في مالي، لاعب كرة قدم مالي.
بدأ مسيرته الكروية مع نادي موناكو الفرنسي في عام 2001، ولعب معهم حتى عام 2005، وشارك معهم في 12 مباراة، وفي عام 2002 أعير إلى نادي شاتورو الفرنسي، ولعب معهم حتى عام 2004، وشارك معهم في 60 مباراة وسجل 3 أهداف، وفي موسم 2004/2005 أعير إلى نادي باستيا الفرنسي، ولعب معهم 32 مباراة وسجل هدفين، ومنذ عام 2005 وهو يلعب مع نادي شاتورو الفرنسي.
هو يلعب مع منتخب مالي لكرة القدم منذ عام 2002.

## روابط خارجية
- جبيريل سيديبي على موقع قاعدة بيانات كرة القدم.إي يو (الإنجليزية)
- جبيريل سيديبي على موقع ليكيب (الفرنسية)
- جبيريل سيديبي على موقع ناشيونال فوتبول تيمز (الإنجليزية)
- جبيريل سيديبي على موقع Soccerway.com (الإنجليزية)